# John Brenner
John Brenner (né le 4 janvier 1961) est un athlète américain spécialiste du lancer du poids et du lancer du disque.
Étudiant à l'Université de Californie à Los Angeles, il remporte deux titres aux Championnats NCAA de 1984, réalisant 63,42 m au lancer du disque et 21,92 m au lancer du poids, nouveau record universitaire qui ne sera battu que onze ans plus tard. Il s'impose lors des Championnats des États-Unis 1986 et conserve son titre du poids l'année suivante. Le 26 avril 1987, il établit avec un jet à 22,52 m à Walnut la meilleure performance de sa carrière. Sélectionné pour les Championnats du monde de 1987 à Rome, John Brenner remporte la médaille de bronze avec 21,75 m, devancé par le Suisse Werner Günthör et l'Italien Alessandro Andrei. 

## Palmarès
| Année | Compétition           | Lieu | Résultat | Notes   |
| ----- | --------------------- | ---- | -------- | ------- |
| 1987  | Championnats du monde | Rome | 3e       | 21,75 m |